# Гесенхајм
Гесенхајм (њем. Gössenheim) општина је у њемачкој савезној држави Баварска. Једно је од 40 општинских средишта округа Мајна-Шпесарт. Према процјени из 2010. у општини је живјело 1.288 становника. Посједује регионалну шифру (AGS) 9677132.

## Географски и демографски подаци
Гесенхајм се налази у савезној држави Баварска у округу Мајна-Шпесарт. Општина се налази на надморској висини од 160–305 метара. Површина општине износи 11,5 km². У самом мјесту је, према процјени из 2010. године, живјело 1.288 становника. Просјечна густина становништва износи 112 становника/km².